# Acerentomon baldense
Acerentomon baldense är en urinsektsart som beskrevs av Torti 1986. Acerentomon baldense ingår i släktet Acerentomon och familjen lönntrevfotingar. Inga underarter finns listade i Catalogue of Life.